# Umar Abu Risha
Umar Abu Risha, född 1910, död 14 juni 1990, var en syrisk poet.
Abu Rishas extremt passionerade diktning är påverkad av klassisk arabisk tradition, men även av brittiska romantiker som John Keats, Percy Bysshe Shelley och George Gordon Byron. Abu Rishas samlade verk Diwan Umar Abu Risha började utges 1971.